# Poblenou
Poblenou é um bairro atual e histórico da cidade de Barcelona, no distrito de Sant Martí, no nordeste da cidade.
Sua origem está em um dos núcleos habitados de Sant Martí de Provençals que cresceu pronto na indústria e habitantes, habitualmente imigrantes. Chegou a ser, nos finais do século XIX, a área com a maior concentração industrial da Catalunha, e entre as maiores da Espanha, pelo que a sempre, San Martín ou Povoado Novo receberam o apelido de a Manchester Catalã. Desde 2006, o bairro está limitado entre as ruas Jaume Vicens Vives, Avinguda d'Icària, Ávila, Pere IV, la Llacuna, a Avenida Diagonal, Bac de Roda, o passeio do Taulat, e a Rua Bilbao até o espigão da Mar Bella. Seu eixo central e cívico mais popular é a Avenida do Poblenou que atravessa o centro de seu centro histórico de mar a montanha.
Tradicionalmente a extensão era maior e formavam parte deste território as zonas dos bairros adjacentes que, após uma revisão dos movimentos vizinhais sobre o projeto de divisão administrativa em bairros de Barcelona (2006), incluíram o topônimo «Poblenou» nesses bairros: El Parc i la Llacuna del Poblenou, La Vila Olímpica del Poblenou, Diagonal Mar i el Front Marítim del Poblenou e Provençals del Poblenou.

## Educação, cultura e trabalho
No final de 2008, o bairro disponha de cinco centros de educação infantil, cinco de educação primária, quatro de secundária, uma escola de línguas, duas de informática e uma escola universitária (Bau - Escola Superior de Disseny)
Abriga também três teatros (de entidades associativas), sendo que o de maior relevância é o Teatro Cassino Aliança del Poblenou.
Forma parte do bairro, a praia do Bogatell e o Parc del Poblenou, na frente marítima. Em 2008 foi inaugurado o Parc del Centre del Poblenou, um parque desenhado pelo arquiteto francês Jean Nouvel, situado no histórico conjunto fabril de Can Ricart.

## Outras instalações e serviços
Neste bairro encontram-se um mercado municipal, com o mesmo nome, e oito centros de culto: quatro igrejas católicas, três evangélicas, um salão do reino. Para além disto, também tem um Posto de saúde de serviço para a zona. O Cemitério de Poblenou é um cemitério antigo e de considerável valor artístico, próximo ao litoral, e foi construído pela Câmara Municipal de Barcelona em território de Sant Martí de Provençals quando era independiente, inicialmente aliado de zonas habitadas.

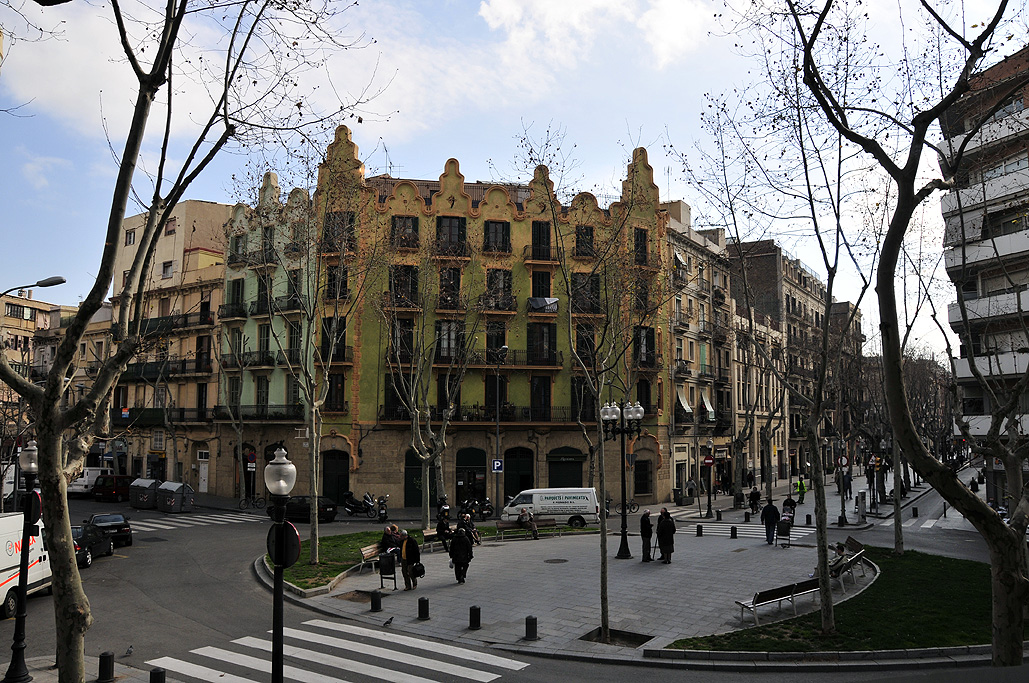
Edifício modernista em um chanfro da Rambla del Poblenou.

## Arquitetura
O passado industrial do bairro resultou em numerosas fábricas que foram abandonadas e posteriormente reabilitadas para diferentes usos, como lofts, estúdios e sedes de diversas entidades. Na região também se encontram lojas construídas durante os séculos XIX e XX, concentradas no núcleo tradicional do bairro (ao redor da rambla homônima). Nas últimas décadas, ocorreu uma remodelação intensa, com a construção de edifícios modernos e a reabilitação de estruturas existentes. Grande parte dessas transformações foi promovida pelo projeto Distrito 22@. 

Mapa dos bairros do distrito de Sant Martí, Barcelona

## Transportes
O bairro conecta-se com o resto da cidade através da Estação Poblenou, da rede de metro de Barcelona. O setor é limitado pela diagonal permite o acesso a rede de elétricos do Trambesòs mediante as estações Pere IV e Fluvià. Além disso, há 7 estações do sistema de transporte Bicing.